# Museu de Chiado
El Museu Nacional d'Art Contemporani - Museu del Chiado (en portuguès: Museu Nacional d'Art Contemporânea - Museu do Chiado) és un museu d'art de Lisboa (Portugal), inaugurat el 1911.
Amb l'incendi del Chiado del 25 d'agost de 1988 es van retirar les obres d'art preventivament i es va abordar una remodelació en profunditat, en col·laboració amb el govern francès i un projecte de renovació dels espais de Jean-Michel Wilmotte, que va ser reinaugurat el 12 de juliol de 1994. La principal col·lecció del museu és de pintures de 1850-1950.
Les pintures i escultures, exposades en dotze sales, cadascuna centrada en un tema diferent, il·lustren el desenvolupament del romanticisme fins al modernisme. Majoritàriament, les obres són portugueses, a vegades amb influències d'altres països, com en el cas dels paisatgistes del segle xix, que van tenir contactes amb l'Escola Francesa de Barbizon. Entre els artistes representats hi ha António Silva Porto, António Carneiro, António Soares dos Reis, Miguel Ângelo Lupi, Columbano Bordalo Pinheiro, Amadeo de Souza Cardoso, Abel Manta, Dórdio Gomes, Adriano Sousa Lopes, José de Almada Negreiros, Nadir Afonso, Mário Eloy, Augusto Eloy, Mário Augusto de Miranda, entre d'altres.